# Bezidu Nou, Mureș
Bezidu Nou (în maghiară Bözödújfalu) este o localitate componentă a orașului Sângeorgiu de Pădure din județul Mureș, Transilvania, România.

## Localizare
Satul Bezidu Nou se afla în locul lacului de acumulare actual, în zona colinară de pe versantul stâng a râului Târnava Mică, la aproximativ 2 km de orașul Sângeorgiu de Pădure (DJ136 și DJ136A) și aproximativ 42 km de municipiul Târgu Mureș (DN13A). 

## Istoric

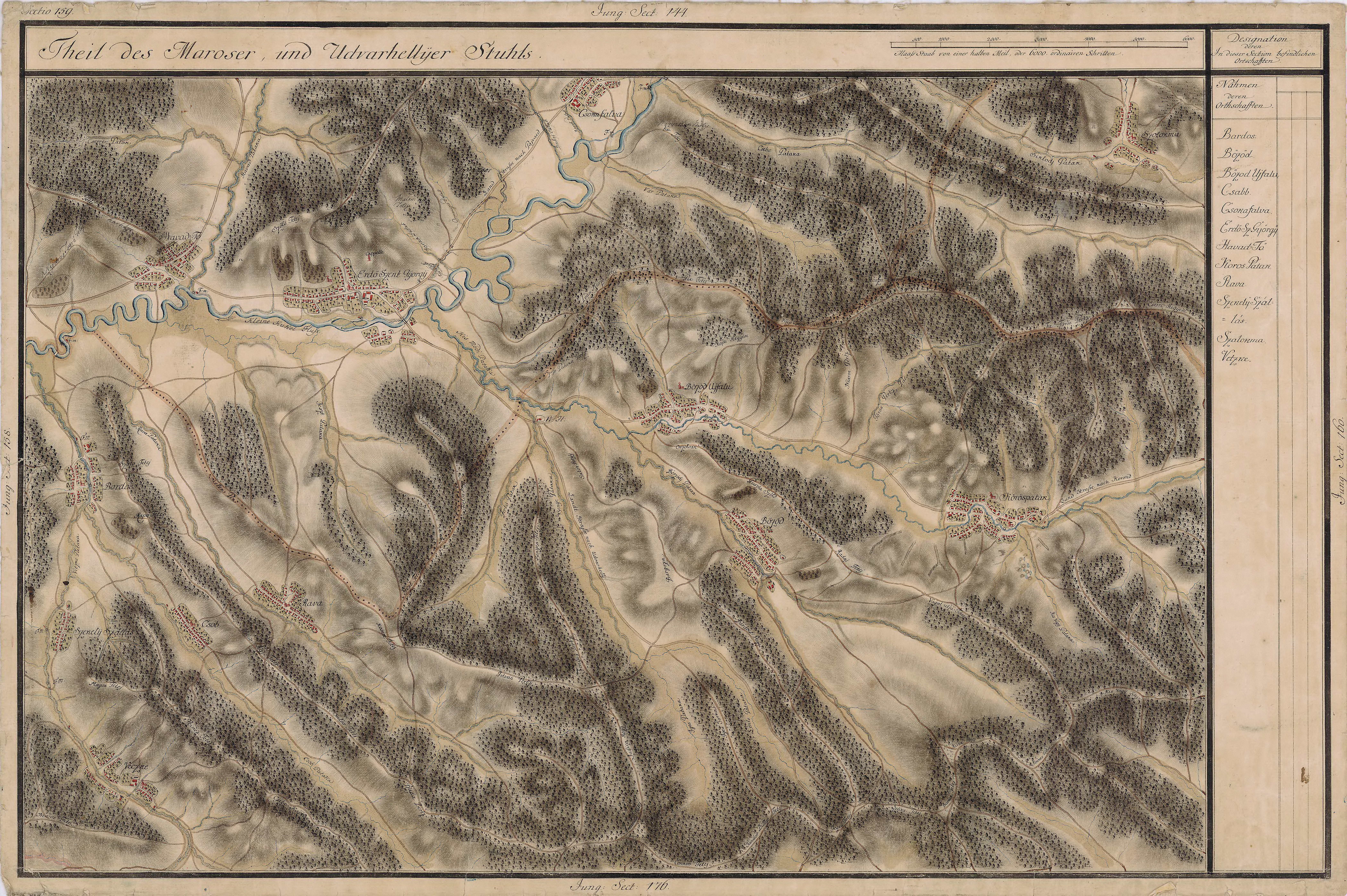
Bezidu Nou în Harta Iosefină a Transilvaniei, 1769-73

În secolul al XVI-lea ideile sabatarianismului, în contextul toleranței specifice perioadei respective, au fost acceptate mai ales în scaunele secuiești Mureș și Odorhei. În localitatea Eliseni din scaunul Odorhei, aflată la 30 km de Bezidu Nou, comunitatea deținea o școală. Principele Transilvaniei, Gheorghe Rákóczi I în 1638 a interzis practicarea religiei pentru sabatarieni care fie au convertit în religiile acceptate de Edictul de la Turda, mai ales în unitarianism, sau au emigrat în Imperiul Otoman. 
Pe Harta Iosefină a Transilvaniei din 1769-1773 (Sectio 159), localitatea a apărut sub numele de „Bözöd Ujfalu”.
După adoptarea legii emancipării evreilor în 1867 din Regatul Ungariei, în anul 1869 39 de familii, în total 170 de secui din satul Bezidu Nou au trecut la iudaismul ortodox și au fondat comunitatea evreiască prozelită din localitate. Sinagoga satului a fost construită în 1874 și între 1900-1944 a avut rabin în persoana lui R. Yichak ha-Lévi Hirsch. Scriitorul Dezső Malonyi⁠(hu)[traduceți] a publicat în A magyar nép művészete⁠(hu)[traduceți] o convorbire din 1908 cu József Sallós, ultimul secui sabatarian de religie romano-catolică care n-a trecut la iudaism și potrivit măturisirii sale, sâmbăta ținea rugăciune acasă, iar duminică participa la slujba din biserică.
La propunerea episcopului de Hajdúdorog, István Miklósy, împăratul Franz Joseph a înființat în data de 6 septembrie 1915 Vicariatul Ținutului Secuiesc cu sediul în Târgu Mureș. Între cele 35 parohii cedate de Arhiepiscopia de Făgăraș, între care se afla parohia locală, au fost conduse de vicarul Gyula Hubán. Prin decretul Apostolica sedes din 9 aprilie 1934 Congregația pentru Bisericile Orientale a readus sub jurisdicția Arhiepiscopiei de Făgăraș și Alba Iulia cele 35 de parohii unite din Ținutul Secuiesc, care fuseseră subordonate Eparhiei de Hajdúdorog.
Lucrările pentru construirea Barajului Bezid au început în 1975 și au fost terminate în 1989, când toate casele și bisericile din satul Bezidu Nou au fost scufundate. Localitatea cuprindea 180 de case adăpostind o comunitate unică din punct de vedere istoric și religios, sabatarienii, alături de familii de diferite naționalități și confesiuni. În urma relocării, majoritatea locuitorilor din Bezidu Nou s-au mutat în localitatea Sângeorgiu de Pădure.
În 2002, dintre cei 39 de locuitori al satului, 28 erau țigani și 11 maghiari.

## Obiective turistice
- Lacul de acumulare Bezid
- Zidul Plângerii în Parcul memorial Bezidu Nou
- Monumentul Eroilor din Primul Război Mondial
- Fosta biserică romano-catolică scufundată și reconstruită în mijlocul lacului

## Personalități
- András Kovács (redactor)⁠(hu)[traduceți] (1926-2004), redactor, jurnalist, scriitorul monografiei satului Bezidu Nou

## Imagini

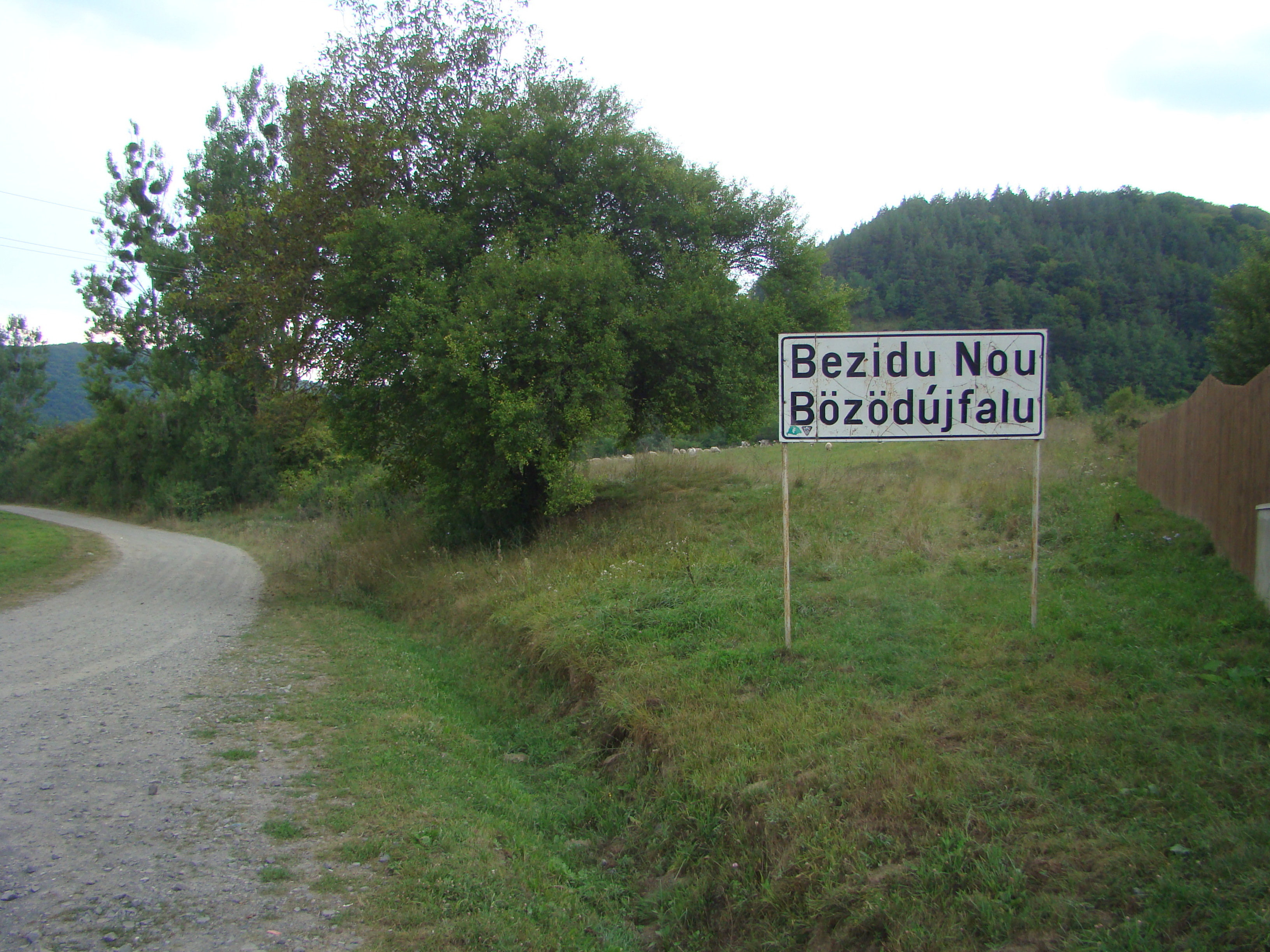
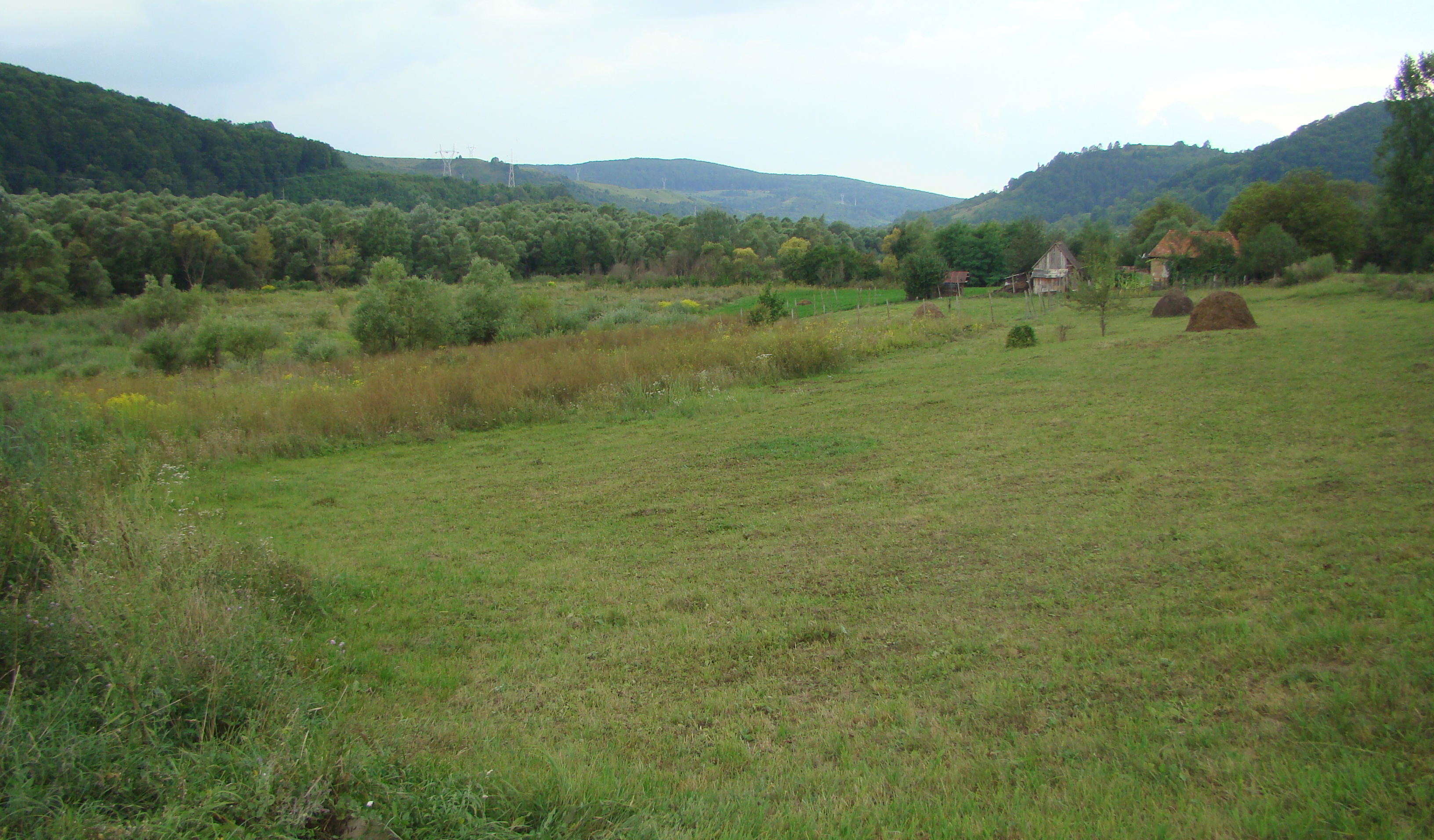
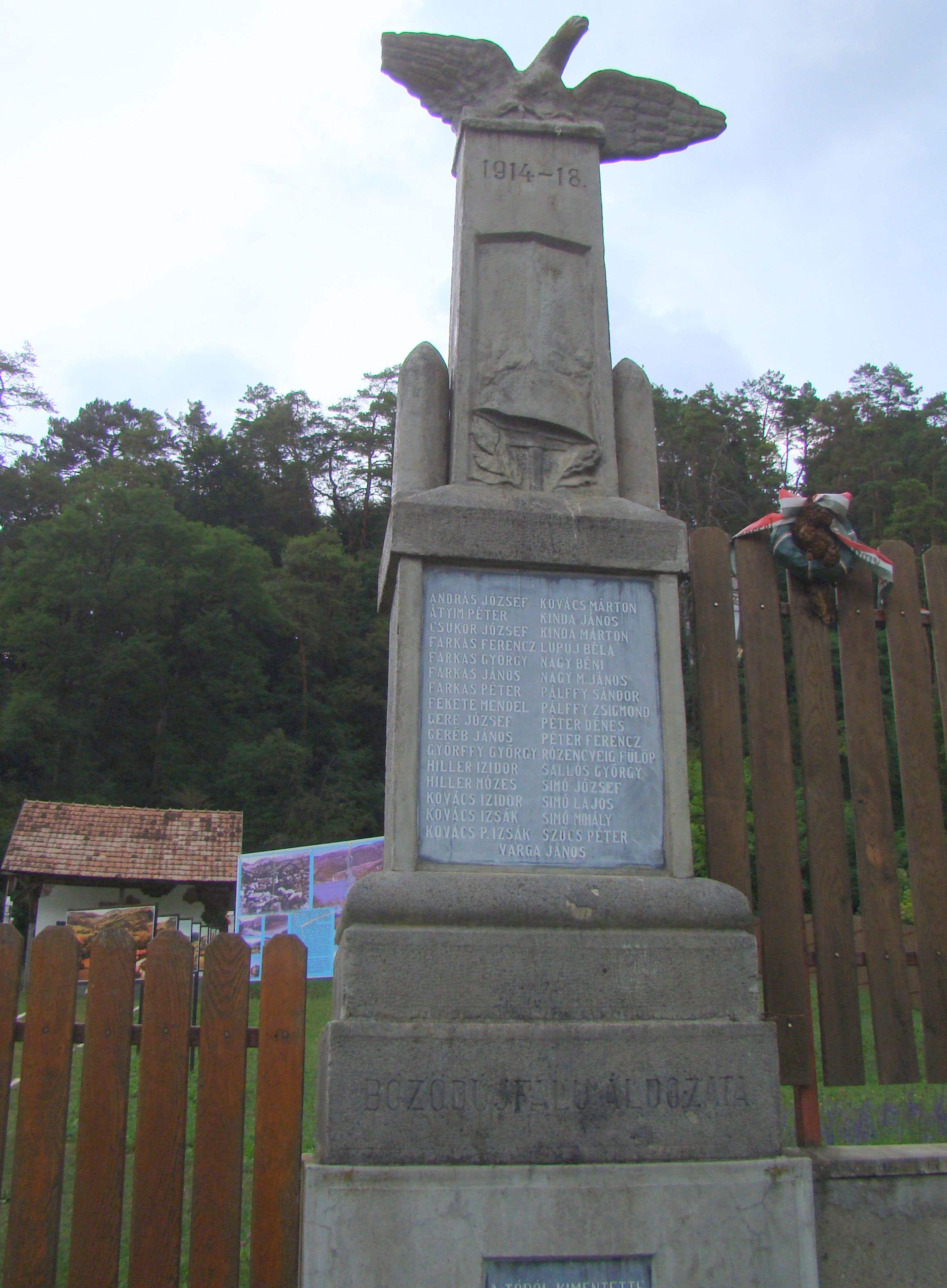
Monumentul Eroilor
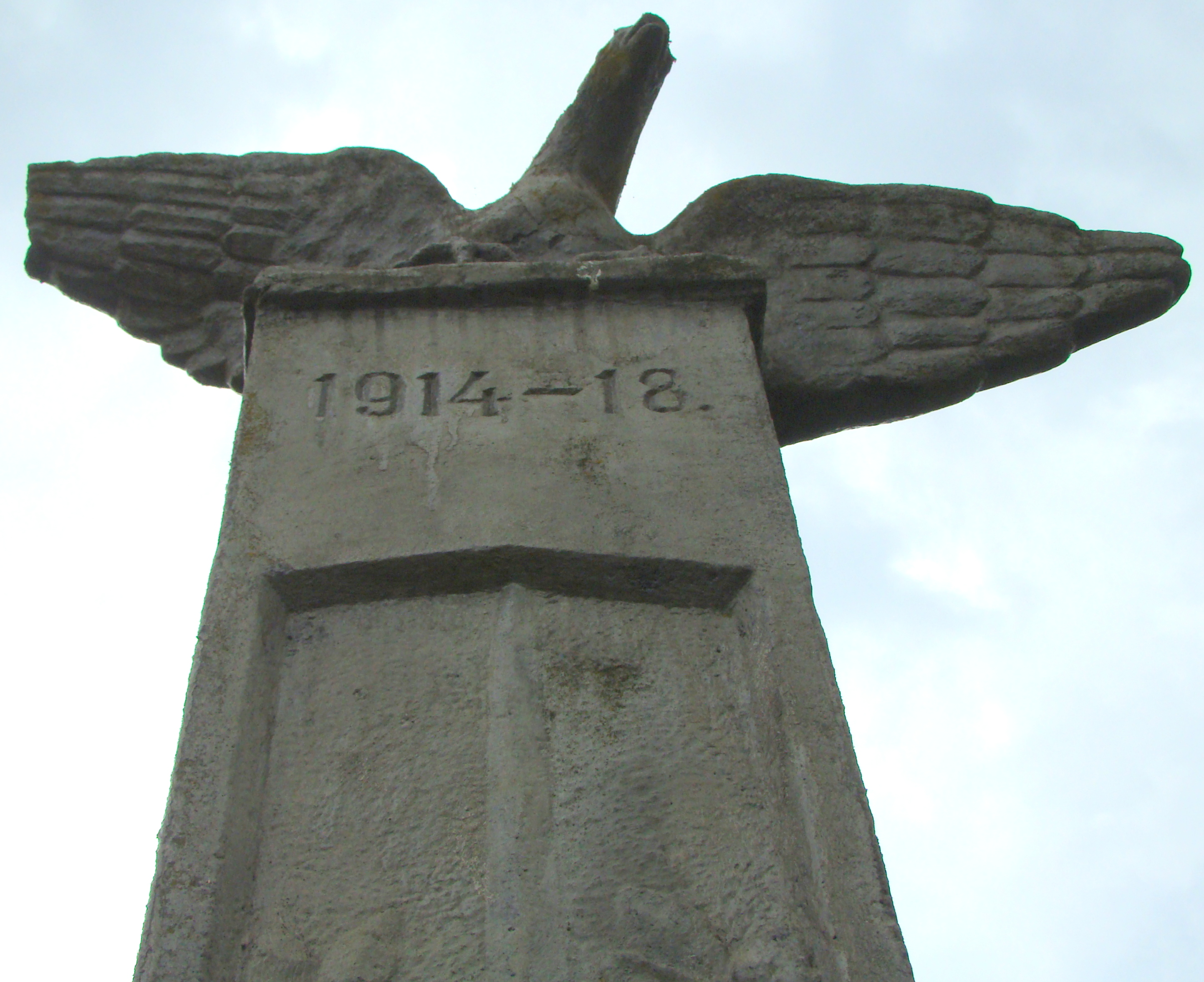
Monumentul Eroilor (detaliu)
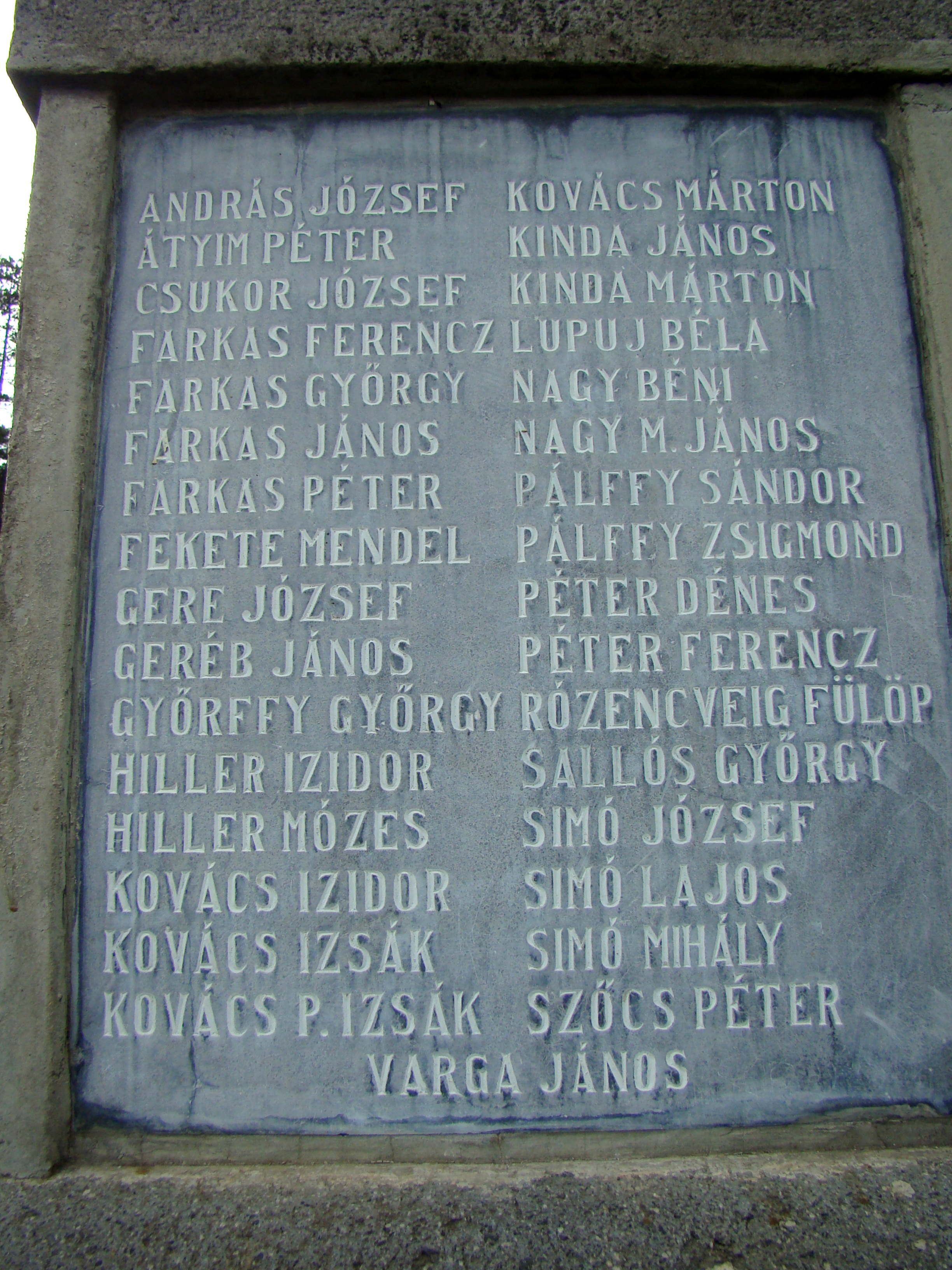
Monumentul Eroilor (detaliu)
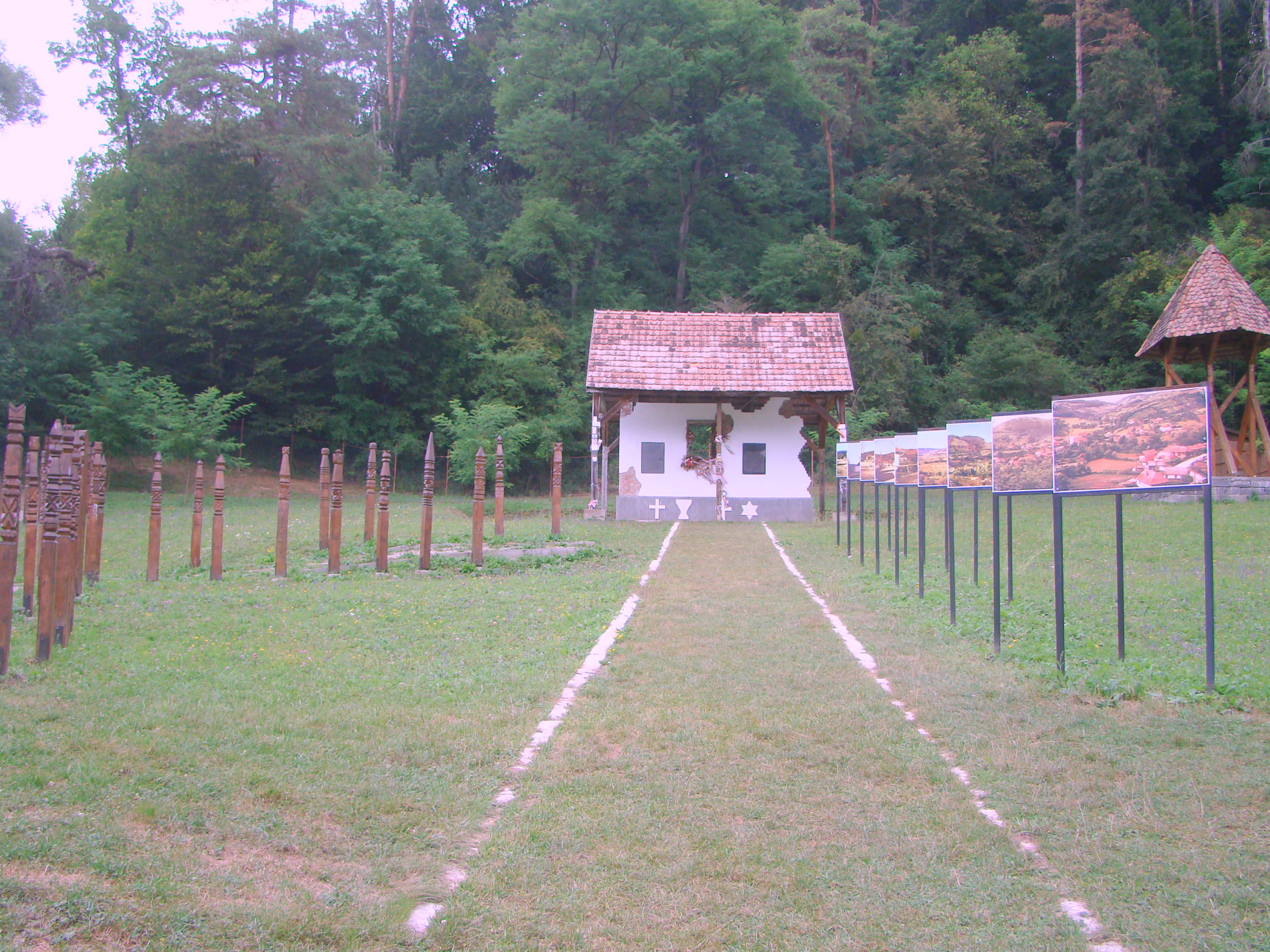
Parcul memorial Bezidu Nou
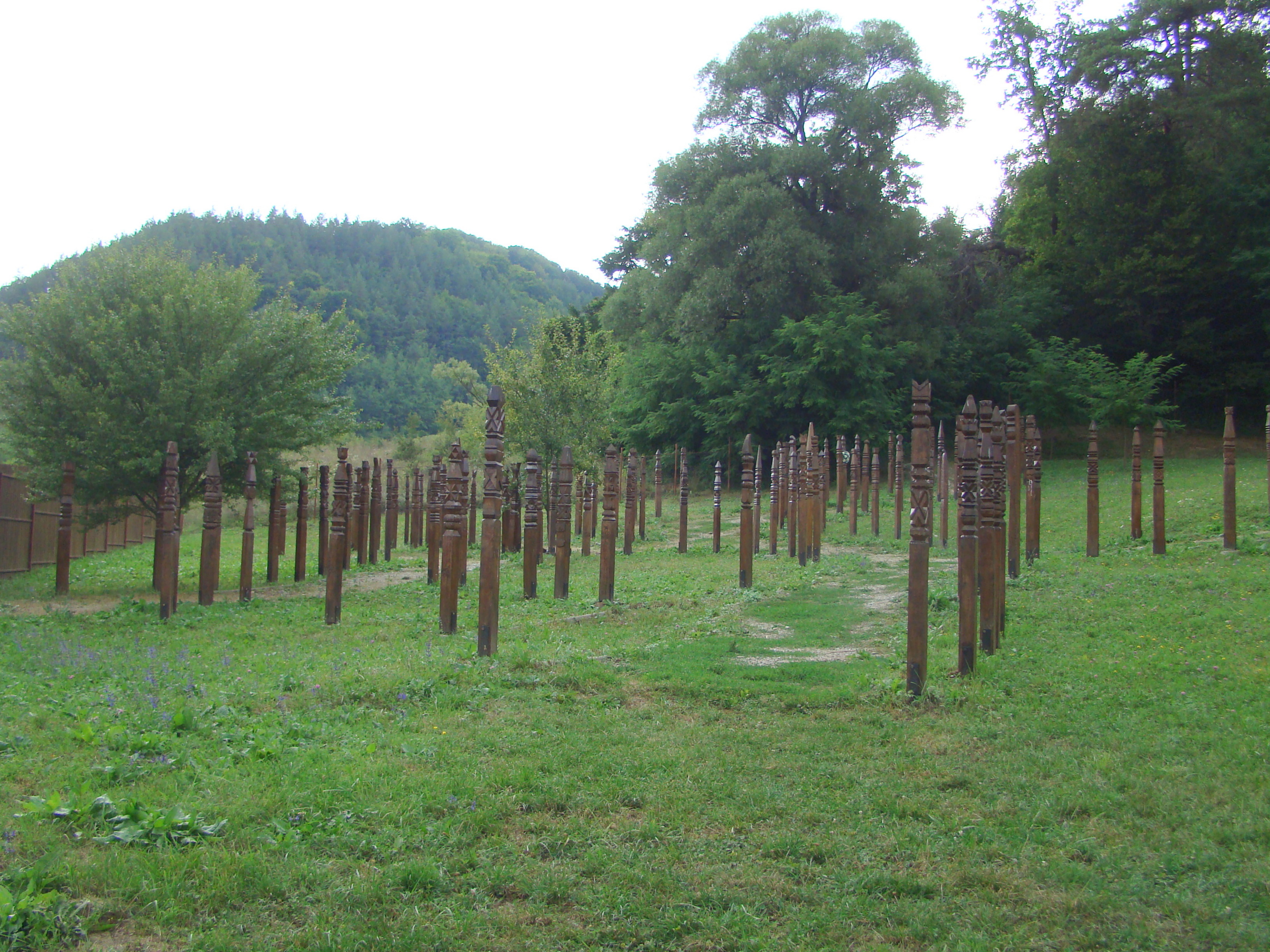
Parcul memorial Bezidu Nou
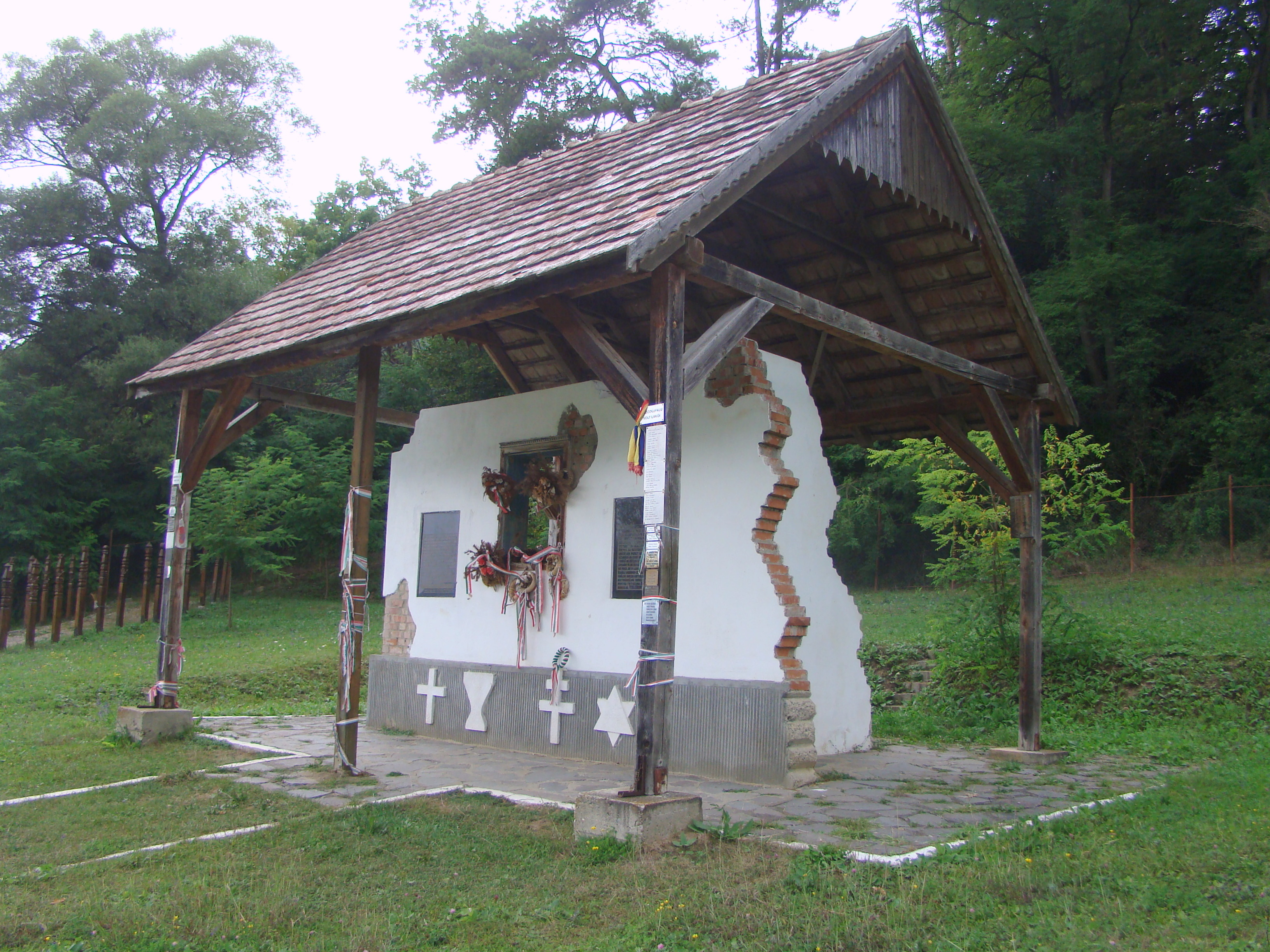
Parcul memorial Bezidu Nou
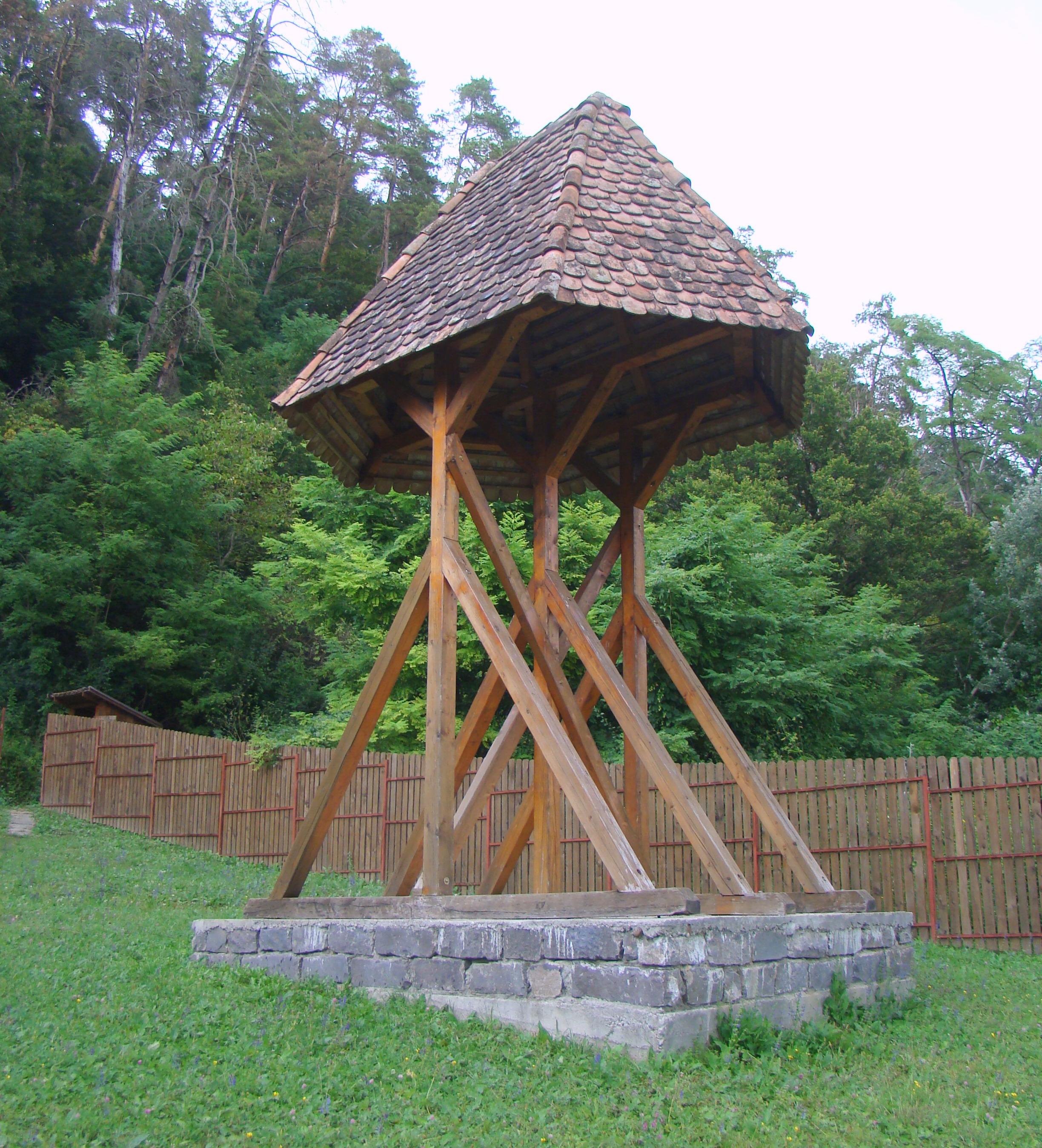
Parcul memorial Bezidu Nou
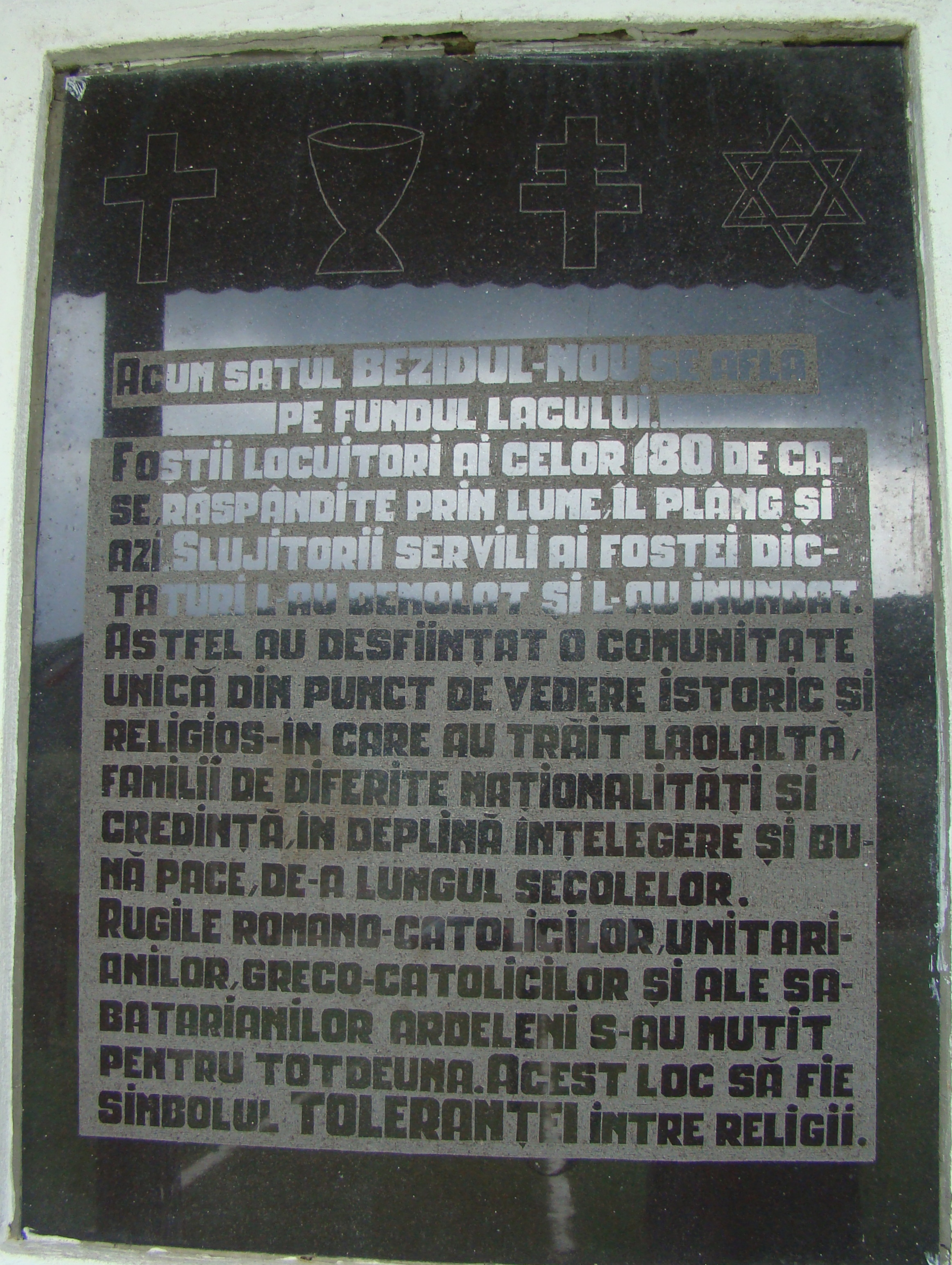
Parcul memorial Bezidu Nou
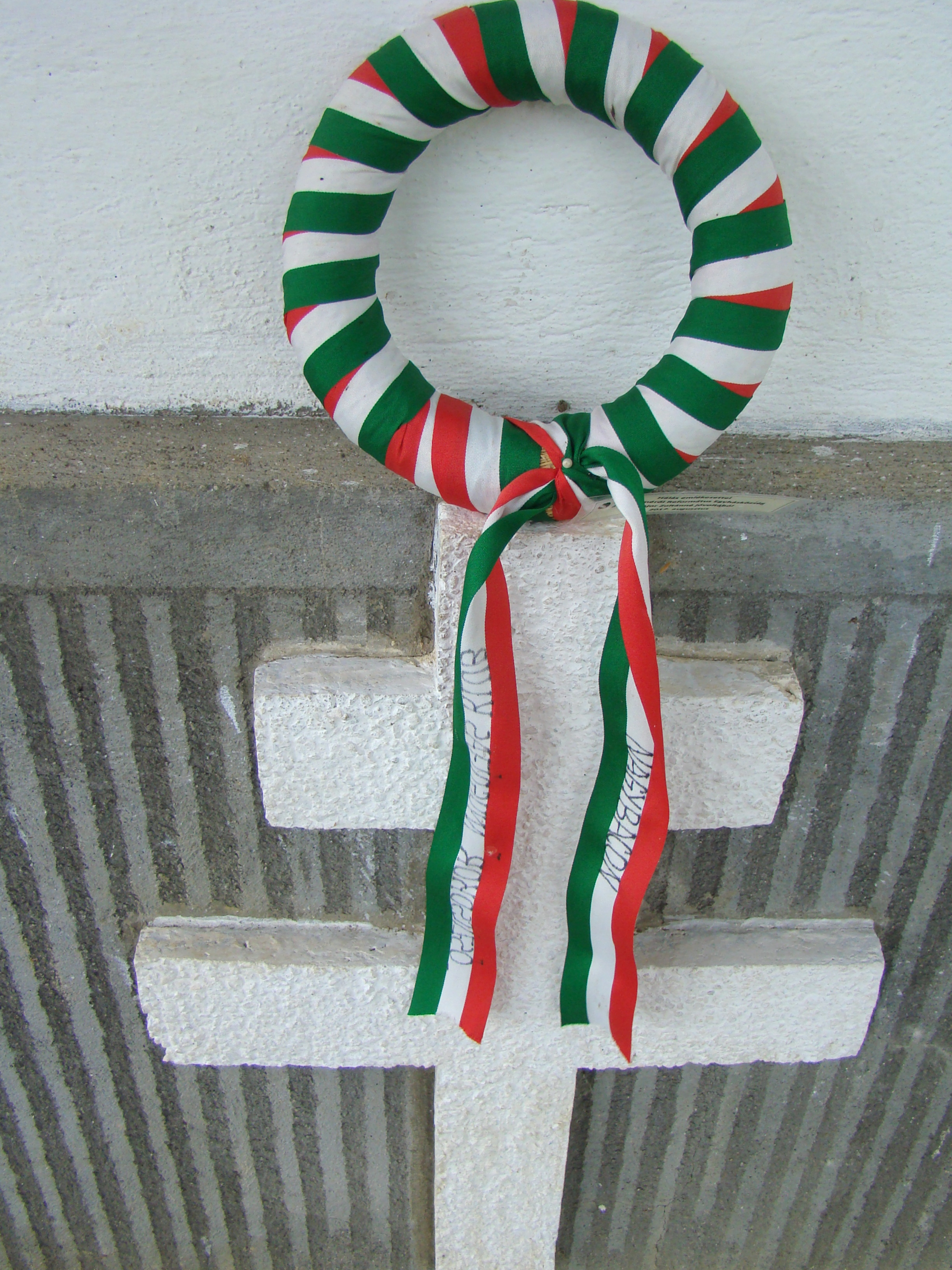
Parcul memorial Bezidu Nou
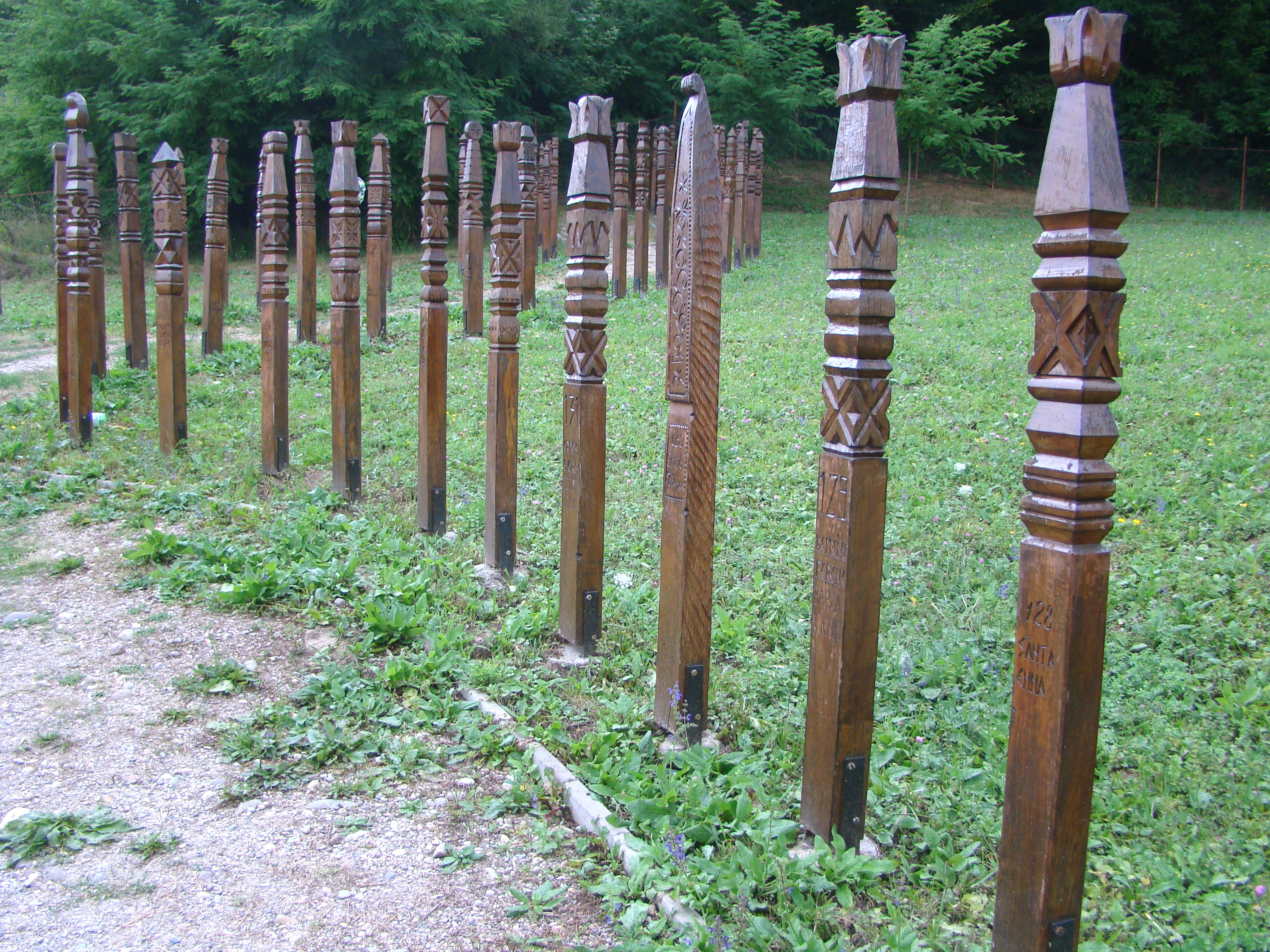
Parcul memorial Bezidu Nou